# 義勇兵役法
義勇兵役法（ぎゆうへいえきほう、旧字体：義勇󠄁兵役法、昭和20年6月23日法律第39号）は、兵役義務に関する法律で、兵役法に対する特別法である。
兵役法の徴兵対象を拡大して新たな兵役義務を課した大日本帝國（現・日本国）の法律。1945年（昭和20年）6月23日に公布され、即日施行された。大東亜戦争（太平洋戦争・第二次世界大戦）終結後、いわゆるポツダム命令の一つとして出された勅令「軍事特別措置法廃止等ニ関スル件」（昭和20年勅令第604号）により、同年10月24日付で廃止された。

## 概要
大東亜戦争最末期の1945年（昭和20年）6月、帝國陸海軍はアメリカ陸軍を中心とする連合国軍の圧倒的な攻勢を前にして、本土防衛の最後の砦と位置付けた沖縄戦に敗れた。

連合国軍による日本列島への攻撃もそれまでの空爆一辺倒から上陸（本土決戦。陸軍省コードネーム決号作戦）へと踏み込まんという土壇場も土壇場、大日本帝國は滅亡の瀬戸際に立たされた。これに対処するため、兵役法の徴兵対象を拡大して「真に一億国民を挙げて光栄ある天皇親率の軍隊に編入」し帝國の存する領土内に在住する全ての臣民を軍事組織化することを意図して制定された。同年4月に退陣した第41代内閣総理大臣小磯國昭が、在任中に掲げた「一億玉砕」の具現化である。
通常の「帝国議会ノ協賛ヲ経タル義勇兵役法ヲ裁可シ茲二之ヲ公布セシム」の前に、「朕ハ曠古（こうこ）ノ難局ニ際会シ忠良ナル臣民ガ勇奮挺身皇土ヲ防衛シテ国威ヲ発揚セムトスルヲ嘉シ」との文言が加わった異例ともいえる上諭がつけられた。

## 義勇兵役
原則として、15歳以上～60歳以下の男子および、17歳以上～40歳以下の女子に義勇兵役を課し、必要に応じて国民義勇戦闘隊に編入できることとした（第2条）。年齢制限外の者も志願することができた（第3条）。

ここで注目すべきは、国会の定める法律によって、17歳未満の少年を召集して少年兵として戦闘に動員できることとされた点である（なお、義勇兵役法施行に先立つ沖縄戦では、陸軍省令によって14歳～17歳の少年兵が「鉄血勤皇隊」や「少年護郷隊」として防衛召集されて戦死している）。さらに、女子も兵役に服し戦闘隊に編入できるとされたことである。

なお、義勇兵役は兵役法における兵役と同じく「臣民の義務」であり（第1条）、義勇召集を不当に免れた者には懲役刑が科せられた（第7条）。陸軍刑法・海軍刑法などの軍法が適用または準用された。こうした点から自発的に（自由意志で）参加する「義勇兵」ではなく完全なる徴兵制度であり、大東亜戦争終結後に大日本帝國の植民地支配から独立した朝鮮民主主義人民共和国の朝鮮人民軍にも大きな影響を与えている。

### 「兵役法」との相違点
大本営報道部によれば、兵役法との主な相違点は
1. 義勇兵役法第一条に「大東亜戦争ニ際シ」とあるやうに義勇兵役は皇國隆替を決すべき大東亜戦争（太平洋戦争）に際しての特例であること
2. 義勇兵役に服すべきものは老少の男子のみならず女子を含んでいること
3. 六年の懲役又は禁錮以上の刑に処せられたる者でも刑の執行を終り又は執行を受くることなきに至りたるときは義勇兵役に服し得ること
4. 義勇召集の方法が兵役法による召集に比し簡単迅速であること
5. 義勇兵役法第七条の罰則が兵役法に比し軽いこと
6. 右の外、兵役法以外の例へば給与、服制、刑罰等の点において一般軍人とは若干の差異が設けられてゐること

と説明された。